# A.J. Roach
A.J. Roach, ook wel AJ Roach (Newport News, Virginia, 1975) is een Amerikaanse singer-songwriter.

## Biografie

### Jeugd
A.J. Roach groeide op in het dorp Duffield, in Scott County in het zuidwesten van Virginia. In deze geïsoleerde streek in de Appalachen leek de tijd lang stilgestaan te hebben: de lokale radiozenders speelden in zijn jeugd vooral bluegrass en traditionele bergmuziek. De Carter Family is ook afkomstig uit Scott County. Hoewel Roach later kennis maakte met andere muziek, klinkt de traditie volop door in zijn muziek. Tijdens zijn studie aan Virginia Tech werd hij zich bewust van zijn bijzondere culturele achtergrond.

### Carrière
Na zijn afstuderen werkte Roach tien jaar voor de popgroep Fighting Gravity, een band die op Virginia Tech was ontstaan. Aanvankelijk als pyrotechnicus, maar langzamerhand verzorgde hij de merchandising en werd assistent van de roadmanager. Na enige omzwervingen besloot Roach om naar San Francisco te gaan en aan zijn eigen muzikale carrière te gaan werken. Hij vond aansluiting bij andere singer-songwriters en bracht in 2003 in eigen beheer zijn eerste album Dogwood Winter uit, dat hij vooral tijdens zijn optredens verkocht.
Nog beter dan dit debuut werd zijn tweede album Revelation uit 2006 ontvangen. Het album kwam in december dat jaar op nummer 1 van de Euro-Americana Chart.
Op zijn website is zijn derde album The Popular Tree te downloaden, een lo-fi conceptalbum.
Het vierde album, Pleistocene (2011), kon hij financieren door onder zijn fans een inzamelactie te houden. Afhankelijk van zijn bijdrage ontving de mecenas een tegenprestatie, die uiteenliep van de CD tot een privé-optreden thuis.
Roach treedt veel op, zowel in de VS als in Europa, en komt tot ruim tweehonderd boekingen per jaar. Tijdens een tournee in Nederland (mei-juni 2007) trad hij onder meer op in het radioprogramma Desmet Live en coverde hij Amsterdam van Jacques Brel.

## Discografie
- Dogwood Winter (2003)
- Revelation (2006)
- The Poplar Tree (2007)
- Pleistocene (2011)